# Гомфовые
Гомфовые (лат. Gomphaceae) — семейство грибов, входящее в порядок Гомфовые (Gomphales) класса Agaricomycetes.

## Описание
Плодовые тела шляпконожечные и воронковидные (Gomphus), или же булавовидные (Clavariadelphus), коралловидные (Ramaria) или распростёртые (Ramaricium), обычно мясистые, довольно крупные. Мякоть жёсткая, ломкая, или же желеобразная.
Гименофор обычно гладкий (Ramaria, Clavariadelphus и др.), реже пластинчатый, шиповатый или сетчатый.
Гифальная система обычно мономитическая. Гифы у большинства видов с пряжками, с тонкими или толстыми стенками. Базидии обычно цилиндрические, с 4 спорами. Споры у большинства видов распространяются активно, продолговато-эллиптической формы, бесцветные или буроватые. Поверхность спор гладкая, ребристая, шиповатая или бугристая, у многих видов амилоидная.
Некоторые виды, например, Gomphus kauffmanii, съедобны. Несколько видов, большей частью с северо-западного побережья США и Канады, крайне редки и нуждаются в охране.

## Таксономия
Филогенетические исследования не позволяют выделить из гомфовых семейство Рамариевые, однако вместе они образуют парафилетическую группу в составе фалломицетовых грибов.

### Синонимы
- Clavariadelphaceae Corner, 1970
- Nevrophyllaceae Heinem., 1958, nom. inval.
- Ramariaceae Corner, 1970

### Роды
- Araeocoryne Corner, 1950
- Austrogautieria E.L.Stewart & Trappe, 1985
- Beenakia D.A.Reid, 1956
- Ceratellopsis Konrad & Maubl., 1937
- Chaetotyphula Corner, 1950
- Clavariadelphus Donk, 1933 — Клавариадельфус
- Delentaria Corner, 1970
- Destuntzia Fogel & Trappe, 1985
- Gautieria Vittad., 1831
- Gloeocantharellus Singer, 1945
- Gomphus Pers., 1794 — Гомфус
- Protogautieria A.H.Sm., 1965
- Pseudogomphus R.Heim, 1970
- Ramaria Fr. ex Bonord., 1851 — Рамария
- Ramaricium J.Erikss., 1954
- Ramariopsis (Donk) Corner, 1950
- Terenodon Maas Geest., 1971